# Южный Челекен
Ю́жный Челеке́н (Южный Челекенский залив) — северная часть Туркменского залива Каспийского моря у южного берега полуострова Челекен. Отделён от моря низменным полуостровом Дервиш и Южной Челекенской косой. Длина залива составляет около 20 км, ширина — 35 км, глубина не превышает 5—7 м. На побережье расположен морской порт «Аладжа».